# Leverurt-slægten
Leverurt (Parnassia) er en slægt med flere end 70 arter, der er udbredt over den Nordlige halvkugle. Det er flerårige, urteagtige planter, hvor stængler, blade og blomster er ikke-hårede. Rodnettet er bygget op over kraftige jordstængler. Både i de grundstillede bladrosetter og hos stængelbladene er bladene stilkede og hele. Blomsterne er 5-tallige og regelmæssige med hvide, gullige eller grønlige kronblade. Frugterne er kapsler med mange frø.
| Beskrevne arter |

- Arktisk leverurt (Parnassia kotzebuei)
- Leverurt (Parnassia palustris)

| Andre arter |

- Parnassia alpicola
- Parnassia caroliniana
- Parnassia delavayi
- Parnassia fimbriata
- Parnassia nubicola